# Alan Dzagoyev
Alan Yelizbarovich Dzagoev  - em russo, Алан Елизбарович Дзагоев - (Beslan, 17 de junho de 1990) é um futebolista russo de origem osseta que atua como meio-campo. Atualmente está no Rubin Kazan.

## Clubes
Dzagoev começou nas categorias de base do Yunost Vladikavkaz em 2000 com apenas 10 anos de idade ficou lá até 2005 e aos 15 anos se transferiu para o Konoplyov Academy onde jogou por 1 ano na temporada 2006/2007 ele jogou pelo Kylia Sovetov - Sok onde fez boas partidas e logo em 2008 foi vendido ao CSKA Moscou clube onde joga ate hoje.

### Infância e Juventude
Dzagoev, o mais novo dos dois filhos de Yelizbar (que é comumente referido como Tariel) e Lyana, nasceu e cresceu em Beslan, Ossétia do Norte-Alânia, para que sua família étnica, ossetas, se mudou em 1989. Ele jogou futebol nas ruas com seu irmão Gela Dzagoev até a segunda série do ensino fundamental, quando sua mãe, um fã de futebol apaixonado, trouxe para a equipe juvenil Terek Beslan.
Em 2000, mudou-se para Vladikavkaz para jogar por um time juvenil local, Yunost. Como sua equipe usou para assistir Alania Vladikavkaz partidas, tornou-se seu fã. Ele descreve Valery Gazzaev, uma lenda do futebol osseto que mais tarde se tornou seu treinador no CSKA Moscou, como seu herói de infância, também afirmando que Evgeni Aldonin e Frank Lampard foram modelos para ele.[carece de fontes?]

## Títulos
CSKA Moscou
- Campeonato Russo: 2012-13, 2013-14, 2015-16
- Copa da Russia: 2012-2013
- Supercopa da Rússia: 2013, 2014 e 2018[4]

### Prêmios individuais
- Equipe do torneio do Campeonato Europeu Sub-21 de 2013